# Samoëns
Samoëns (prononcé [samwɛ̃]) est une commune française située dans le sud du département de la Haute-Savoie, en région Auvergne-Rhône-Alpes, jouxtant la frontière suisse. Village de la communauté de communes des Montagnes du Giffre, la commune comptait 2 193 habitants en 2022. Sa station de ski et son domaine skiable ont fusionné avec le domaine du Grand Massif.

## Géographie

### Situation
La commune de Samoëns est située au cœur des Préalpes du nord dans la vallée du Giffre. Cette commune de montagne est une des plus étendues du département de la Haute-Savoie. La vallée de Samoëns et ses neuf hameaux se distinguent par la richesse de son patrimoine et une activité continue tout au long de l'année, principalement emmenée par le tourisme hivernal et estival.
Le chef-lieu est situé à 703 mètres d'altitude, mais la commune culmine à 2 666 m à la pointe des Avoudrues.

### Communes limitrophes
|                   | Morzine           | Champéry ( Suisse, Valais) |
| Verchaix Morillon | Samoëns           | Sixt-Fer-à-Cheval          |
|                   | Arâches-la-Frasse |                            |

### Relief, géologie

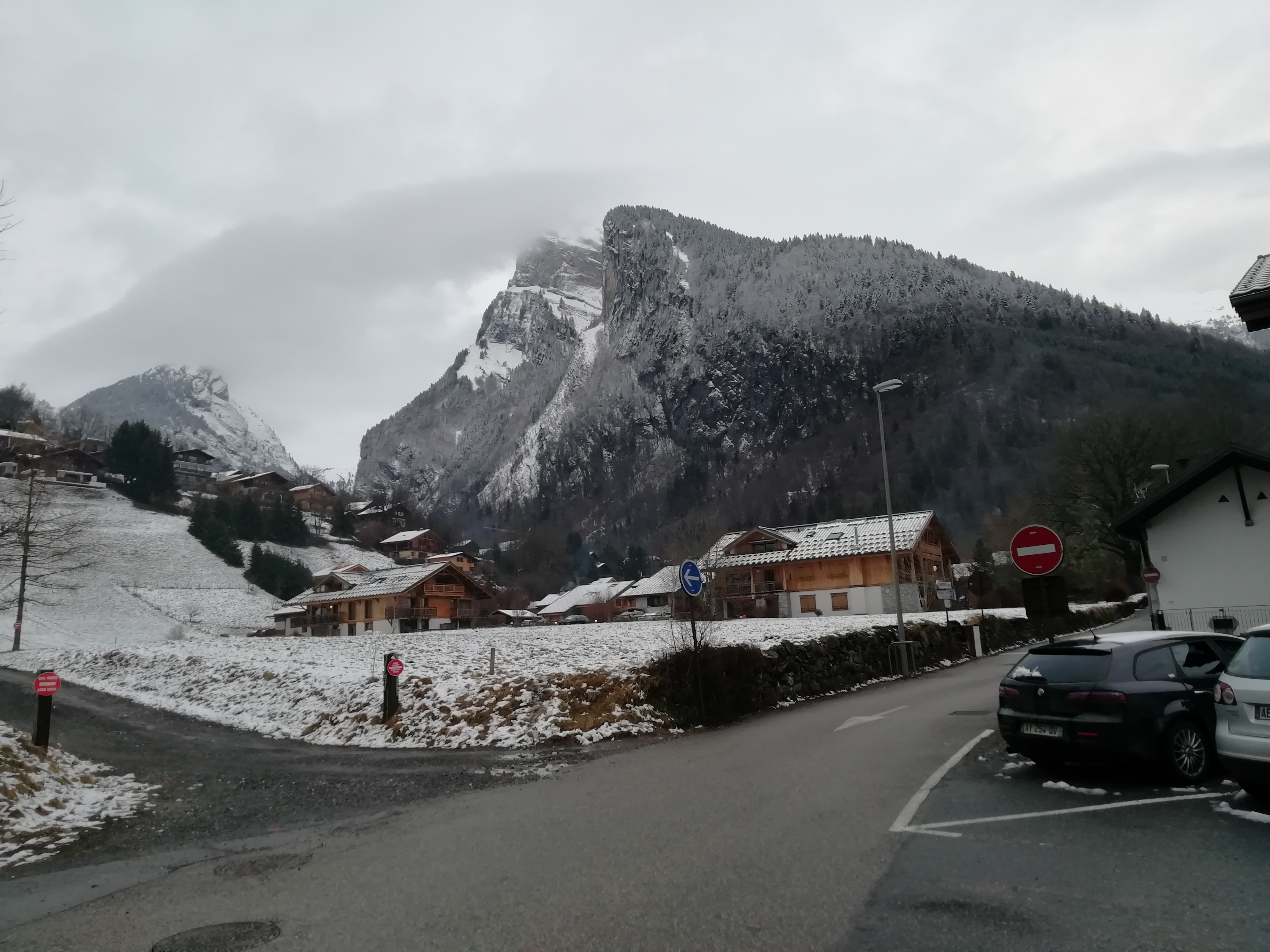
L'Aouille de Criou en hiver.

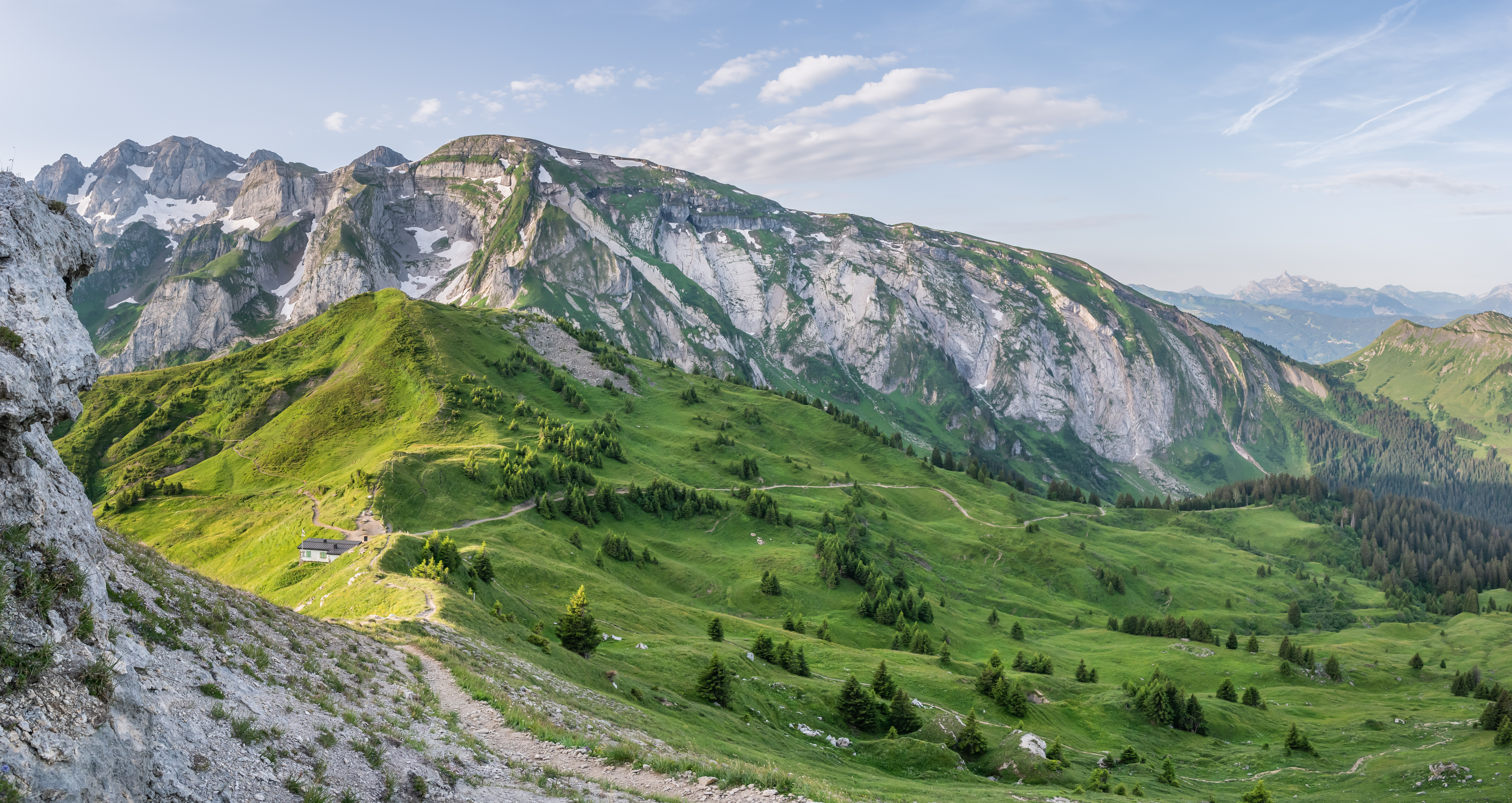
Le rouleau de Bostan à Samoëns. Juillet 2020.

La commune est protégée par l'Aouille de Criou et à deux pas du cirque du Fer-à-Cheval, dernier bastion des Alpes calcaires.
Le calcaire prédomine aux alentours ; Samoëns est traversée par le Giffre, qui est le principal affluent de l'Arve.
Si les montagnes de Samoëns restent d'altitude relativement modeste, la commune est renommée pour son relief karstique original et pour ses cavités souterraines d'une extraordinaire profondeur tels les gouffres Jean-Bernard et Mirolda.
Le nom des sept monts ou alpages entourant selon la tradition la commune sont : Cuidex, Vigny, Folly, Oddaz, Bostan, Chardonnière, Freterolles, La Vullie (semble être sur le Criou) ; dans un document ancien, on parle aussi de Versitorie, mais le lieu n'est plus connu.

### Hydrographie

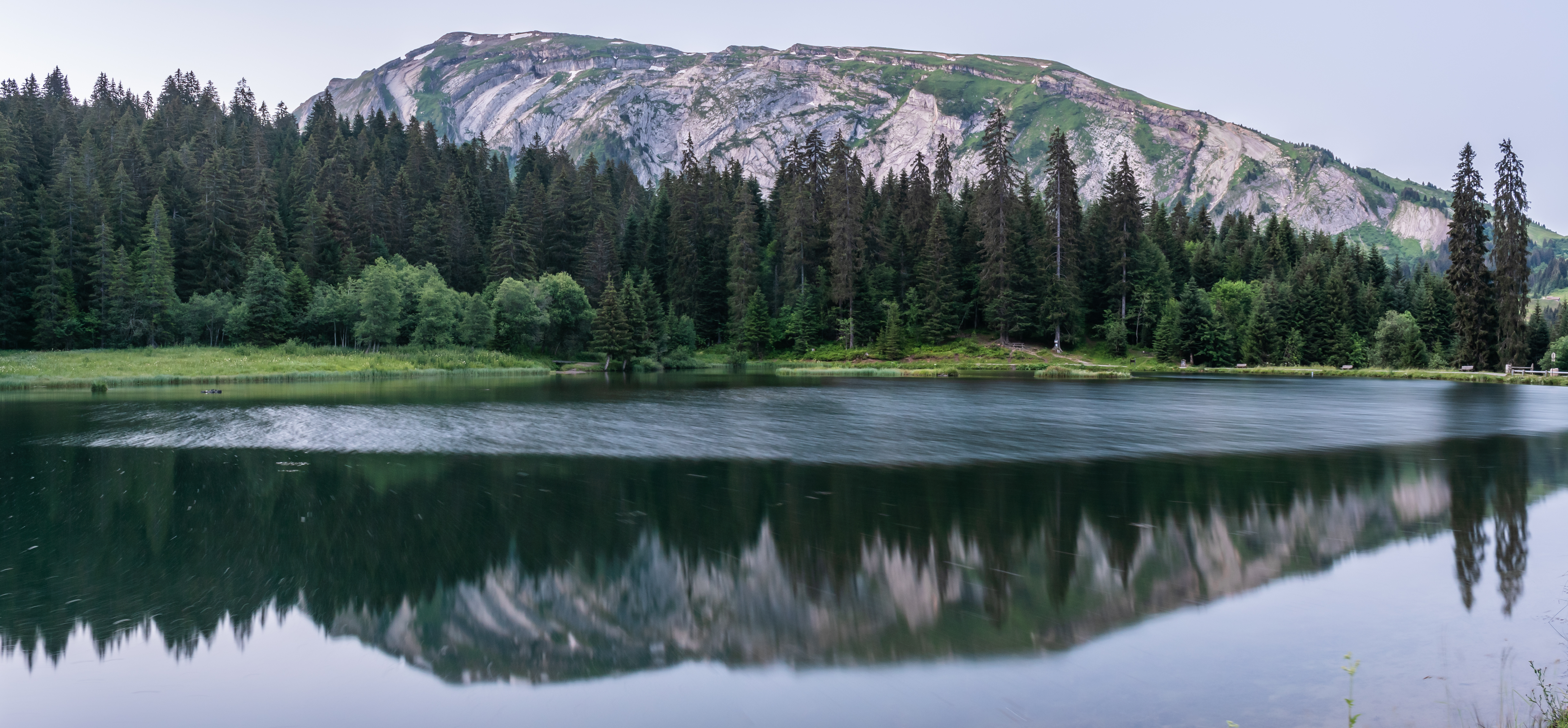
Le lac des mines d'or, à Samoëns. La montagne est le Rouleau de Bostan. Juillet 2020.

- Lac des Mines d'Or.

### Climat
La situation de Samoëns, d'une altitude de 710 m au chef-lieu, se trouve dans un climat continental montagnard caractérisé par une humidité marquée. Les hivers sont froids et neigeux et la saison estivale douce avec parfois des épisodes orageux. Les intersaisons (avril et octobre) sont aussi plus humides.

## Urbanisme

### Typologie
Au 1er janvier 2024, Samoëns est catégorisée commune rurale à habitat dispersé, selon la nouvelle grille communale de densité à sept niveaux définie par l'Insee en 2022.
Elle appartient à l'unité urbaine de Samoëns, une agglomération intra-départementale regroupant trois communes, dont elle est ville-centre,,. La commune est en outre hors attraction des villes,.

### Occupation des sols
L'occupation des sols de la commune, telle qu'elle ressort de la base de données européenne d’occupation biophysique des sols Corine Land Cover (CLC), est marquée par l'importance des forêts et milieux semi-naturels (88,4 % en 2018), une proportion sensiblement équivalente à celle de 1990 (88,1 %). La répartition détaillée en 2018 est la suivante : 
forêts (42,6 %), milieux à végétation arbustive et/ou herbacée (26,2 %), espaces ouverts, sans ou avec peu de végétation (19,7 %), zones agricoles hétérogènes (7,7 %), zones urbanisées (2,1 %), prairies (1,3 %), espaces verts artificialisés, non agricoles (0,5 %).
L'IGN met par ailleurs à disposition un outil en ligne permettant de comparer l’évolution dans le temps de l’occupation des sols de la commune (ou de territoires à des échelles différentes). Plusieurs époques sont accessibles sous forme de cartes ou photos aériennes : la carte de Cassini (XVIIIe siècle), la carte d'état-major (1820-1866) et la période actuelle (1950 à aujourd'hui).

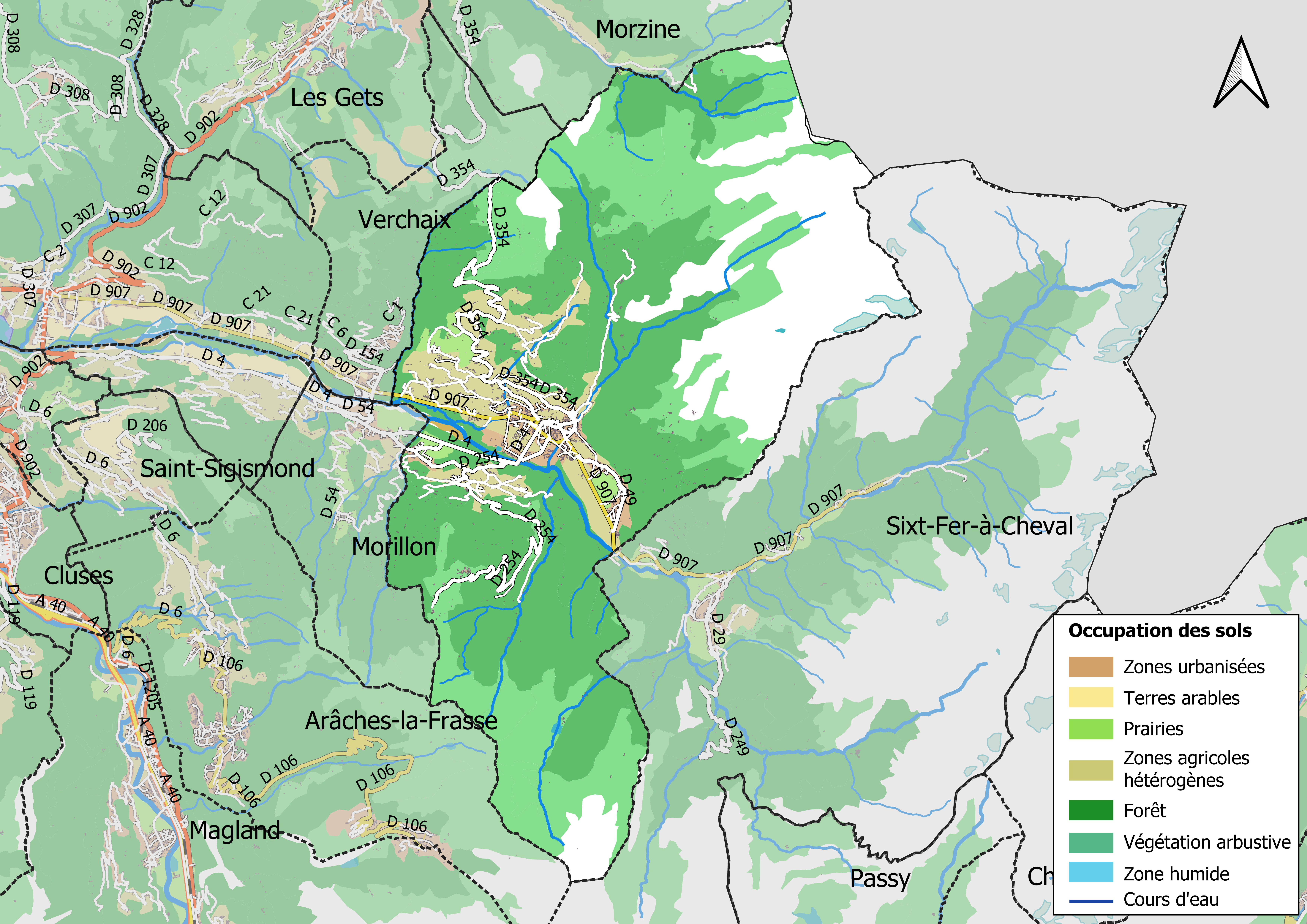
Carte des infrastructures et de l'occupation des sols en 2018 (CLC) de la commune.
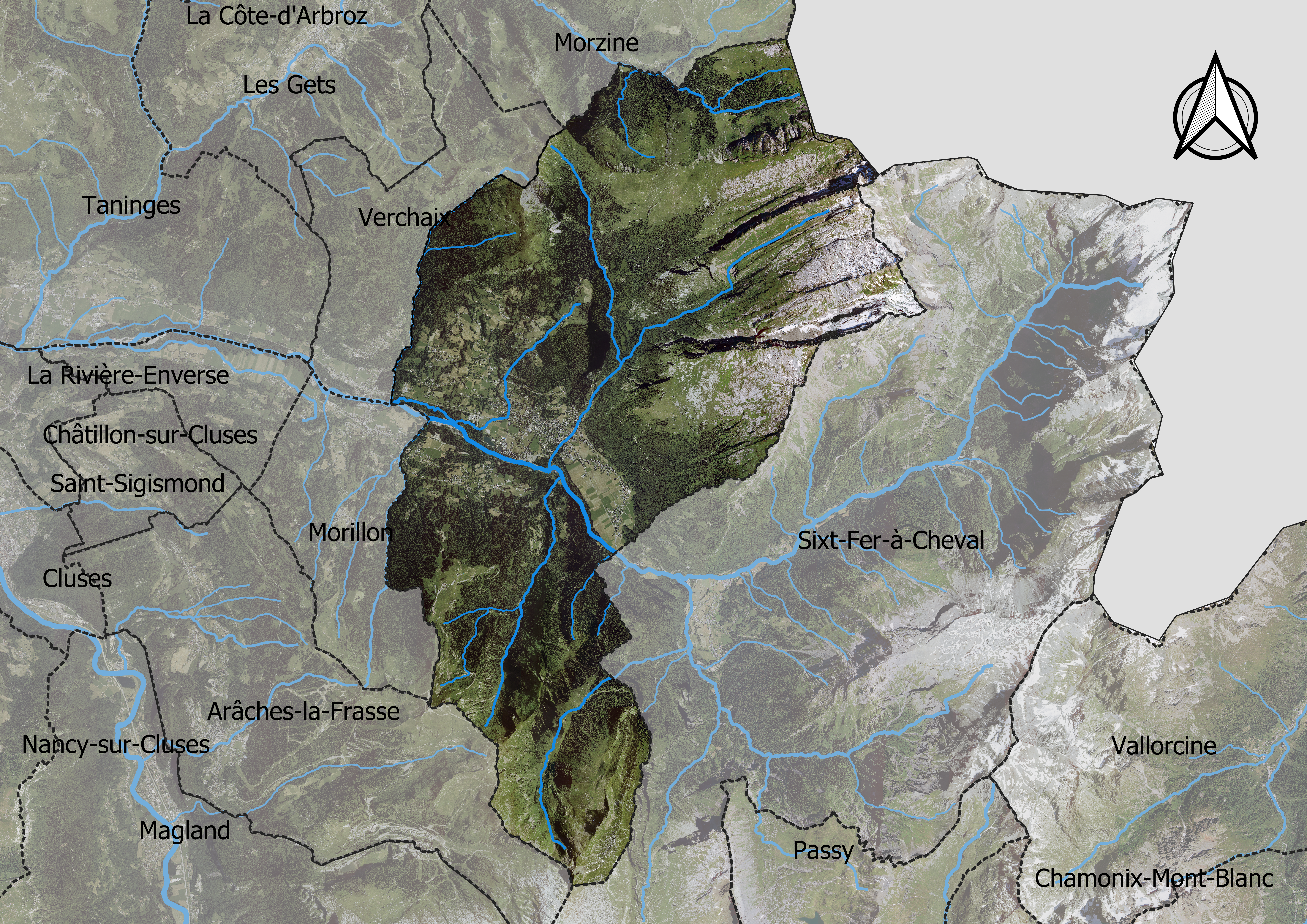
Carte orthophotogrammétrique de la commune.

### Immobilier
De nombreuses maisons et appartements sont achetés comme résidences secondaires ou investis par des familles citadines. La commune atteint un taux de 80 % de « lits froids » (inexploités hors saison estivale), ce qui pose un sérieux problème pour les gens de la vallée.[réf. nécessaire]

## Toponymie
Le nom de la localité est attesté sous la forme Samoens en 1167 et Samoën; Samoyn, Semoeng au XIIIe siècle; Samoùan en 1652.
Le toponyme Samoëns désignerait, selon une croyance locale, les « sept monts ou montagnes », parfois « alpages », qui entoureraient la commune. Il s'agit d'une étymologie populaire à partir du francoprovençal sat « sept » et de moens « mont » (mot issu du latin montis), mais qui serait à prendre en ce cas au sens d'« alpage ». Cette référence proviendrait des alpages albergés par les sires de Faucigny aux habitants, vers le XIIe siècle. C'est à partir de cette étymologie populaire que des clercs ont latinisé le nom en Septimontium et vallis septem montium qui a servi à forger le gentilé Septimontain, selon un processus récurrent en toponymie.
L'auteur Théophile Perrenot et le toponymiste Albert Dauzat considèrent que ce nom de lieu est d'origine burgonde, c'est-à-dire germanique orientale, on a par ailleurs trouvé des traces d'établissements burgondes dans le vallon,,. Samoëns représenterait la « contraction de *Sammodens, *Sanmodens, issu d'un primitif *Sânemôdingos, « chez les Sânemôdingi ». ». Il s'agit d'un composé de l'anthroponyme Sanemod, Senamod,, suivi du suffixe germanique -ing, romanisé en -ingos, qui explique de manière générale la terminaison en -ens, parfois -ans, dans la région. On rencontre en effet plusieurs toponymes ayant cette finale, comme : Franclens, Marlens, Neydens, Thorens, Usinens, Randens (Savoie), Rotherens (Savoie), etc.
En francoprovençal, le nom de la commune s'écrit Samouan (graphie de Conflans) ou Samouens (ORB).

## Histoire
Lors de la guerre qui oppose les Suisses et les Bourguignons, le duché de Savoie se rallie à ces derniers et une armée savoyarde assiège la ville valaisanne de Sion. En représailles, les troupes confédérées de Berne et Lucerne franchissent le col de Joux Plane et incendient le bourg de Samoëns le 10 ou 11, juin 1476. Elles détruisent le château de la Tornaltaz situé au sommet de ce qui est aujourd'hui le jardin botanique alpin La Jaÿsinia. Puis elles évacuent par le col de Coux.
Vingt ans plus tard un incendie accidentel embrase l'église et une partie du bourg qui venait d'être reconstruit.

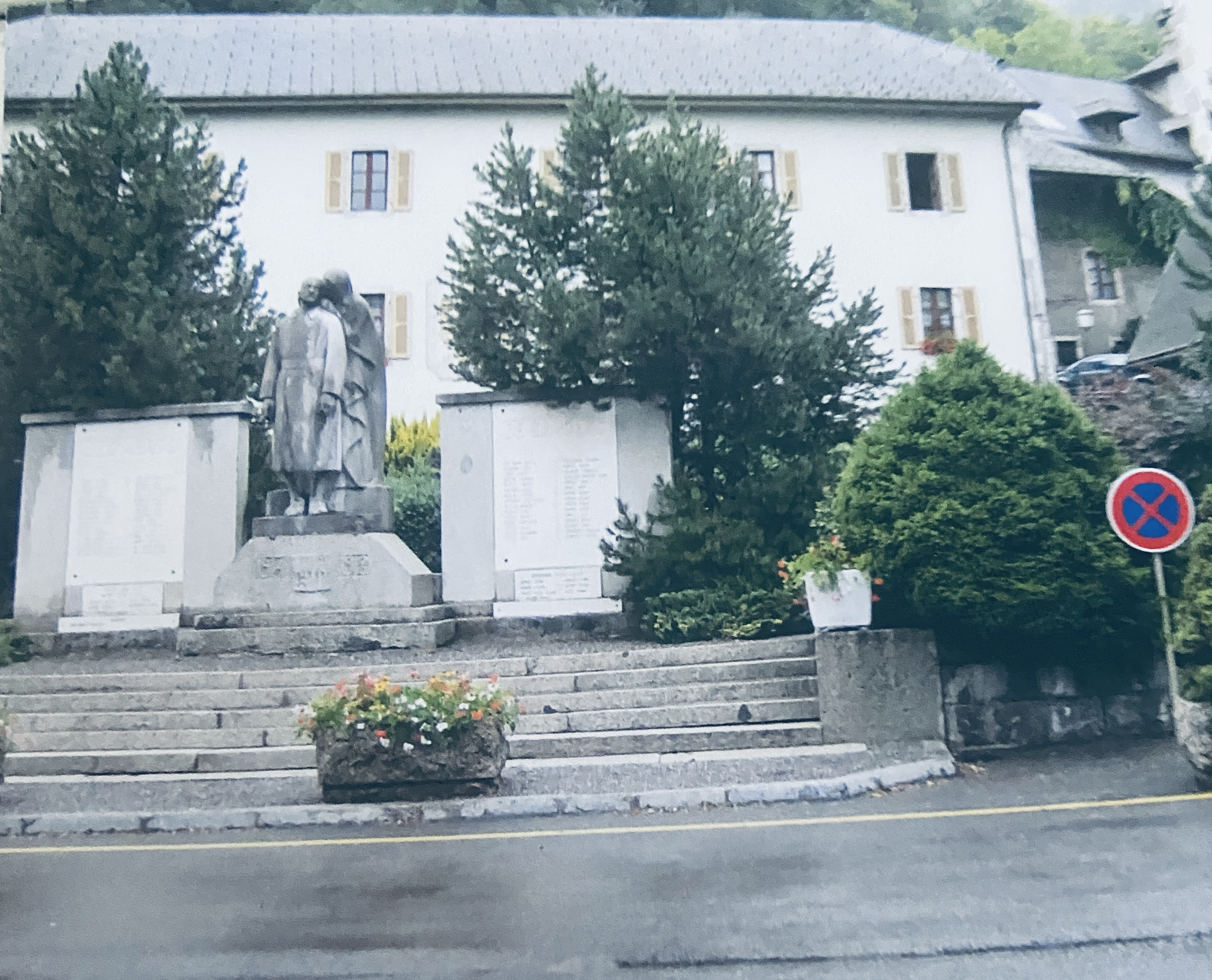
Monument aux morts.

Du XIVe au XIXe siècle, les tailleurs de pierre de Samoëns sillonnèrent l'Europe. Parmi leurs constructions figurent les hôtels de ville d'Annecy et de Bonneville, l'église paroissiale de Ferney-Voltaire, la cité de Carouge, plusieurs forts de Vauban, les canaux bâtis sous Napoléon, le Sénat de Savoie à Chambéry, et même des édifices en Louisiane. Certains devinrent architectes et l'un d'eux fut élu maire de Ferney-Voltaire. Selon la tradition, la confrérie des tailleurs de pierre de la vallée, les « frahans », serait beaucoup plus ancienne et remonterait à l'époque des empereurs romains, où quatre d'entre eux, chrétiens, furent martyrisés pour avoir refusé d'édifier une statue vouée au culte de l'empereur,.
Les montagnes de Samoëns accueillent, au milieu du XIXe siècle, des exilés républicains du Second Empire français, comme les familles Pollet et Milliet.
Lors des débats sur l'avenir du duché de Savoie, en 1860, la population est sensible à l'idée d'une union de la partie nord du duché à la Suisse. Une pétition circule dans cette partie du pays (Chablais, Faucigny, Nord du Genevois) et réunit plus de 13 600 signatures, dont 352 pour la commune,. Le duché est réuni à la suite d'un plébiscite organisé les 22 et 23 avril 1860 où 99,8 % des Savoyards répondent « oui » à la question « La Savoie veut-elle être réunie à la France ? ».
Seule station de sports d'hiver à pouvoir se réclamer d'être patrie des tailleurs de pierre, Samoëns voit aujourd'hui son activité principalement articulée autour du tourisme. Après avoir accompagné la démocratisation des sports d'hiver depuis les années 1960, elle a misé avec succès sur le tourisme estival de montagne, jouant sur la proximité d'axes majeurs de communication : ligne de TGV Paris - Saint-Gervais, autoroute A40, proximité de l'aéroport international de Genève. Devant l'afflux qu'elle suscite, elle s'efforce de préserver les spécificités et le caractère savoyards de son environnement[réf. nécessaire].

## Politique et administration

### Les maires
| Période   | Période   | Identité                 | Étiquette | Qualité                                                                                |
| --------- | --------- | ------------------------ | --------- | -------------------------------------------------------------------------------------- |
| mars 1965 | mars 1971 | Hubert Jaÿ               |           |                                                                                        |
| mars 1971 | mars 1989 | Adelin Malgrand          | DVG       | Professeur d'enseignement agricole Conseiller général du canton de Samoëns (1961-1998) |
| mars 1989 | juin 1995 | François Mogenet         | DVD       | Conseiller général du canton de Samoëns (1998-2015)                                    |
| juin 1995 | mars 2001 | Adelin Malgrand          | UDF       | Professeur d'enseignement agricole Conseiller général du canton de Samoëns (1961-1998) |
| mars 2001 | mars 2008 | André Simond             | UDF       |                                                                                        |
| mars 2008 | mai 2020  | Jean-Jacques Grandcollot | UMP-LR    | Professeur de technologie                                                              |
| mai 2020  | En cours  | Jean-Charles Mogenet     |           | Travaux forestiers                                                                     |

### Jumelages
La ville de Samoëns est jumelée avec :  Fordongianus (Italie) depuis 2009.

## Population et société

### Démographie

#### Évolution démographique
Les habitants sont les septimontains peut-être en souvenir des sept « monts » ou alpages communaux dont jouissaient les habitants des siècles passés, mais l'ancien usage était Samoisiens. Le gentilé semble toutefois apocryphe.
L'évolution du nombre d'habitants est connue à travers les recensements de la population effectués dans la commune depuis 1793. Pour les communes de moins de 10 000 habitants, une enquête de recensement portant sur toute la population est réalisée tous les cinq ans, les populations de référence des années intermédiaires étant quant à elles estimées par interpolation ou extrapolation. Pour la commune, le premier recensement exhaustif entrant dans le cadre du nouveau dispositif a été réalisé en 2006.

En 2022, la commune comptait 2 193 habitants, en évolution de −10,53 % par rapport à 2016 (Haute-Savoie : +6,01 %, France hors Mayotte : +2,11 %).
| 1793  | 1800  | 1806  | 1822  | 1838  | 1848  | 1858  | 1861  | 1866  |
| ----- | ----- | ----- | ----- | ----- | ----- | ----- | ----- | ----- |
| 2 877 | 3 182 | 3 229 | 3 929 | 3 911 | 3 758 | 3 226 | 3 008 | 2 509 |

| 1872  | 1876  | 1881  | 1886  | 1891  | 1896  | 1901  | 1906  | 1911  |
| ----- | ----- | ----- | ----- | ----- | ----- | ----- | ----- | ----- |
| 2 536 | 2 585 | 2 540 | 2 523 | 2 532 | 2 540 | 2 505 | 2 315 | 2 220 |

| 1921  | 1926  | 1931  | 1936  | 1946  | 1954  | 1962  | 1968  | 1975  |
| ----- | ----- | ----- | ----- | ----- | ----- | ----- | ----- | ----- |
| 1 901 | 1 902 | 1 828 | 1 732 | 1 738 | 1 634 | 1 673 | 1 647 | 1 724 |

| 1982  | 1990  | 1999  | 2006  | 2011  | 2016  | 2021  | 2022  | - |
| ----- | ----- | ----- | ----- | ----- | ----- | ----- | ----- | - |
| 1 954 | 2 148 | 2 323 | 2 332 | 2 299 | 2 451 | 2 286 | 2 193 | - |

#### Pyramide des âges
En 2018, le taux de personnes d'un âge inférieur à 30 ans s'élève à 28,6 %, soit en dessous de la moyenne départementale (35,9 %). À l'inverse, le taux de personnes d'âge supérieur à 60 ans est de 29,9 % la même année, alors qu'il est de 22,1 % au niveau départemental.
En 2018, la commune comptait 1 197 hommes pour 1 271 femmes, soit un taux de 51,50 % de femmes, légèrement supérieur au taux départemental (50,80 %).
Les pyramides des âges de la commune et du département s'établissent comme suit.
| Hommes | Classe d’âge | Femmes |
| ------ | ------------ | ------ |
| 1,0    | 90 ou +      | 2,0    |
| 7,0    | 75-89 ans    | 9,7    |
| 19,5   | 60-74 ans    | 20,4   |
| 24,4   | 45-59 ans    | 23,8   |
| 17,8   | 30-44 ans    | 17,2   |
| 16,2   | 15-29 ans    | 13,0   |
| 14,2   | 0-14 ans     | 14,0   |

| Hommes | Classe d’âge | Femmes |
| ------ | ------------ | ------ |
| 0,6    | 90 ou +      | 1,4    |
| 5,9    | 75-89 ans    | 7,9    |
| 14,2   | 60-74 ans    | 15,3   |
| 20,7   | 45-59 ans    | 20,3   |
| 21,8   | 30-44 ans    | 21,4   |
| 17,4   | 15-29 ans    | 15,6   |
| 19,5   | 0-14 ans     | 18     |

### Sports

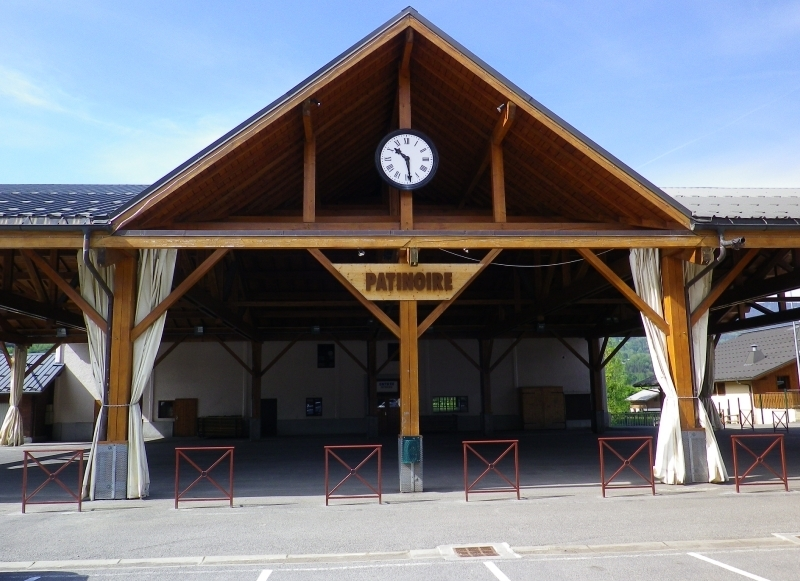
L'ancienne patinoire au cœur du village.

#### Sports d'hiver
Les sports principaux sont le ski et le snowboard mais il y a aussi la moto-neige, la balade en raquettes et la luge. Le village est entouré de plusieurs pistes de ski de fond tracées dans la haute vallée du Giffre, du cirque du Fer-à-Cheval jusqu'à Morillon.

#### Sports d'été
En été, on peut faire de l'équitation et du vélo (VTT).
Le village de Samoëns se situe au pied de l'ascension du col de Joux Plane, montée très réputée et régulièrement parcourue par les courses cyclistes professionnelles, comme le Tour de France masculin et féminin, ou encore le Critérium du Dauphiné.

## Économie

### Tourisme

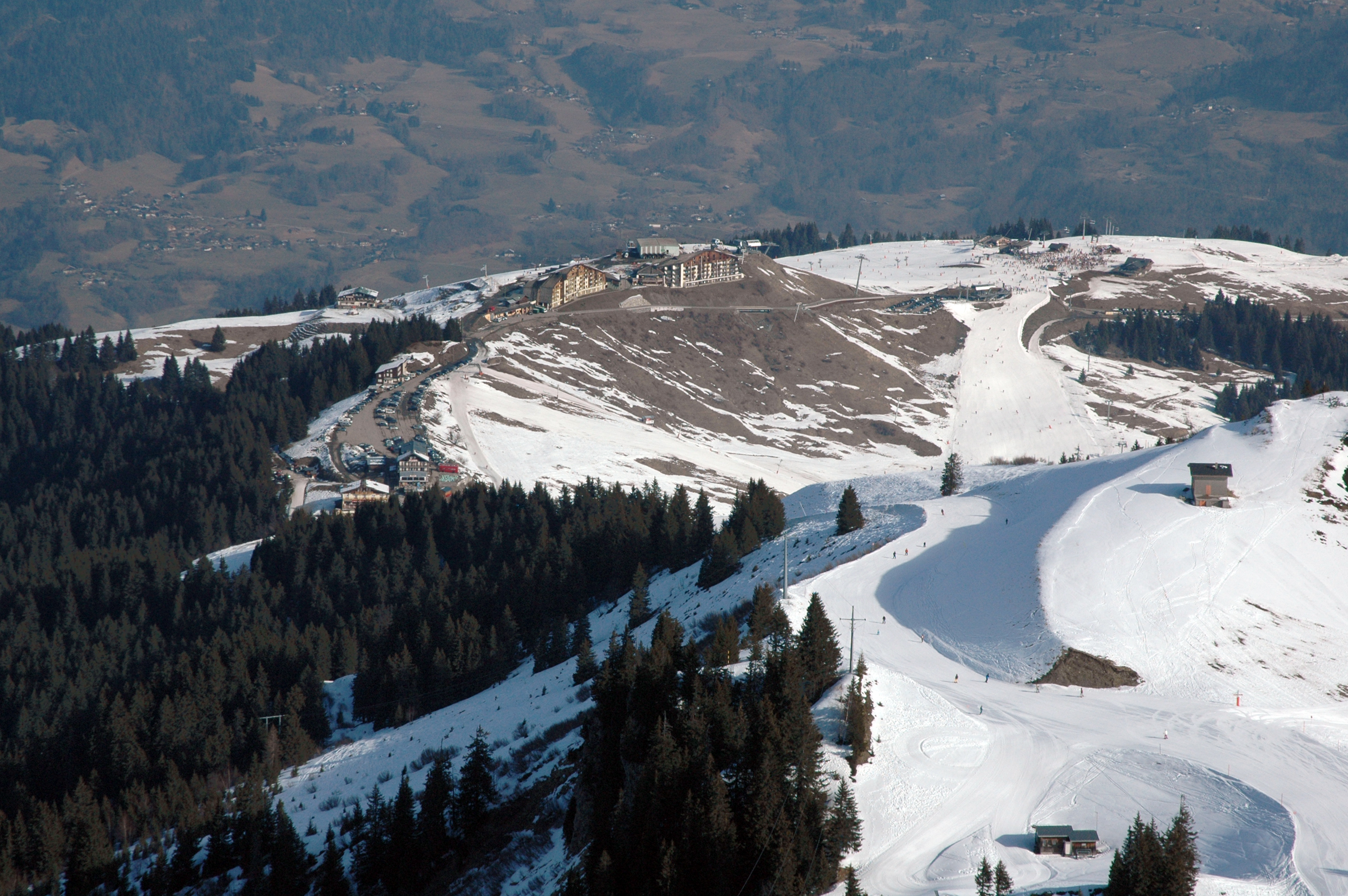
Samoëns 1600.

La station de ski de Samoëns est intégrée à l'ensemble du domaine skiable du Grand Massif, avec Sixt, Morillon, Les Carroz d'Arâches et Flaine, soient 265 km de pistes et plus de 70 remontées mécaniques.
Samoëns appartient aux communes de la Vallée du Haut-Giffre, du nom de la rivière traversant celle-ci.
En 2014, la capacité d'accueil de la commune, estimée par l'organisme Savoie Mont Blanc, est de 19 669 lits touristiques répartis dans 3 001 structures. Les hébergements se répartissent comme suit : 940 meublés ; 6 résidences de tourisme ; 8 hôtels ; une structure d'hôtellerie de plein air ; 8 centres ou villages de vacances/auberges de jeunesse ; 6 refuges ou gîtes d'étape et trois chambres d'hôtes.
En 2017, la commune est labellisée « Station verte ».

## Culture locale et patrimoine

### Patrimoine environnemental
En 2004, le gouffre Mirolda est devenu la seconde cavité souterraine la plus profonde du monde, cédant la première place au gouffre Krubera-Voronja en Abkhasie (Caucase). Le gouffre Mirolda est situé dans le massif du Criou, dont le point culminant surplombe directement le village. Le dénivelé entre son entrée supérieure (2 342 m) et le fond de la cavité est de 1 733 m.
Le gouffre Jean-Bernard, situé sur la montagne du Folly et exploré par les Vulcain de Lyon, est également à citer aussi parmi les gouffres les plus profonds au monde: le dénivelé entre son entrée supérieure et le fond de la cavité est de 1 602 m.
Ces deux grandes cavités, à l'exploration difficile du fait de leur localisation, ont été pendant de nombreuses années considérées comme les plus profondes cavités mondiales. Elles font de Samoëns une capitale mondiale de la spéléologie de haut niveau[réf. nécessaire].

### Lieux et monuments
La commune compte quatre monuments répertoriés à l'inventaire des monuments historiques : L'église Notre-Dame-de-l'Assomption, le jardin alpin dît de la Jaysinia, la ferme du Clos Parchet et la fontaine de la place centrale, et un lieu répertorié à l'inventaire général du patrimoine culturel.
Par ailleurs, elle compte cinq objets répertoriés à l'inventaire des monuments historiques et aucun répertorié à l'inventaire général du patrimoine culturel.

#### Patrimoine architectural

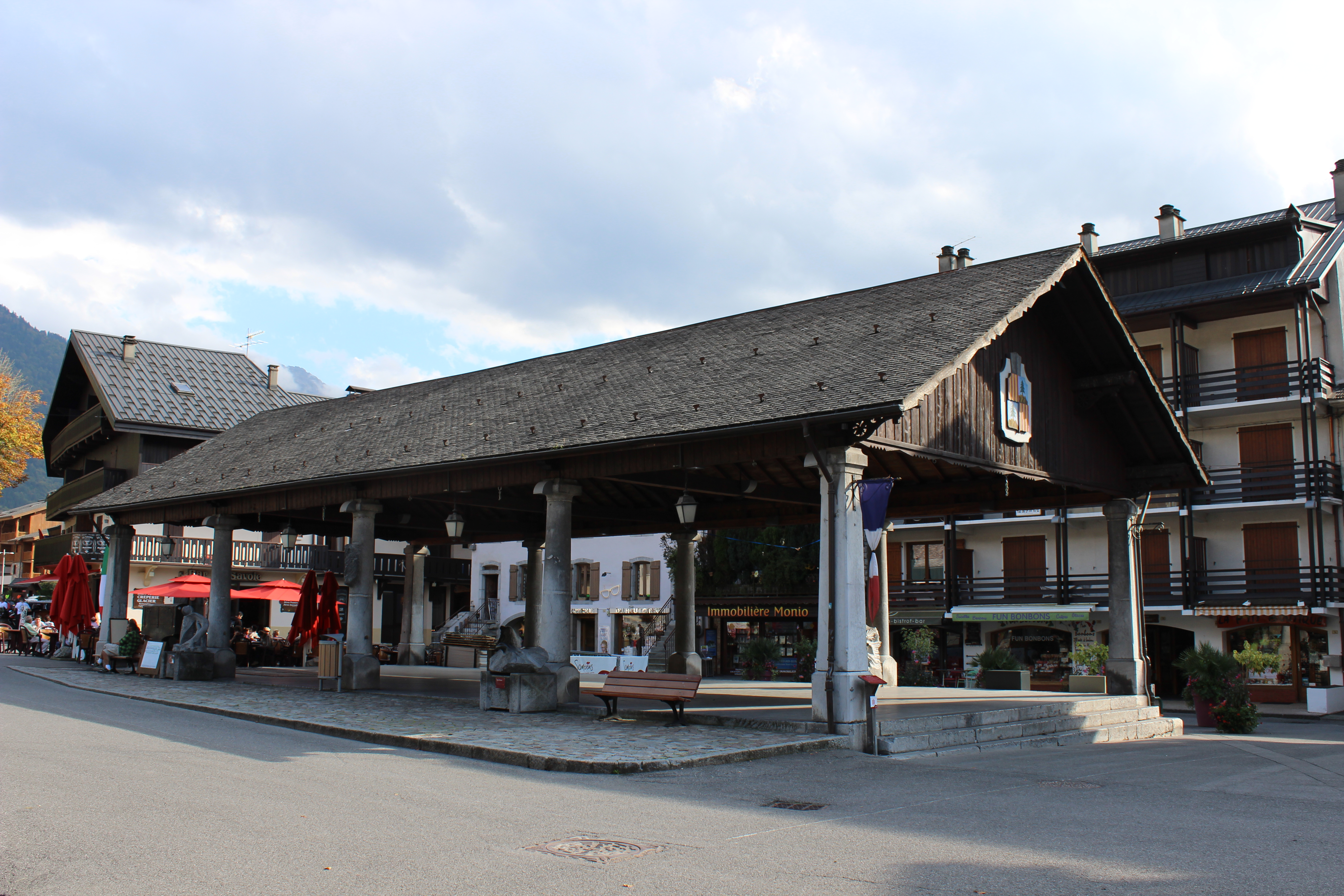
La Halle de la Grenette.

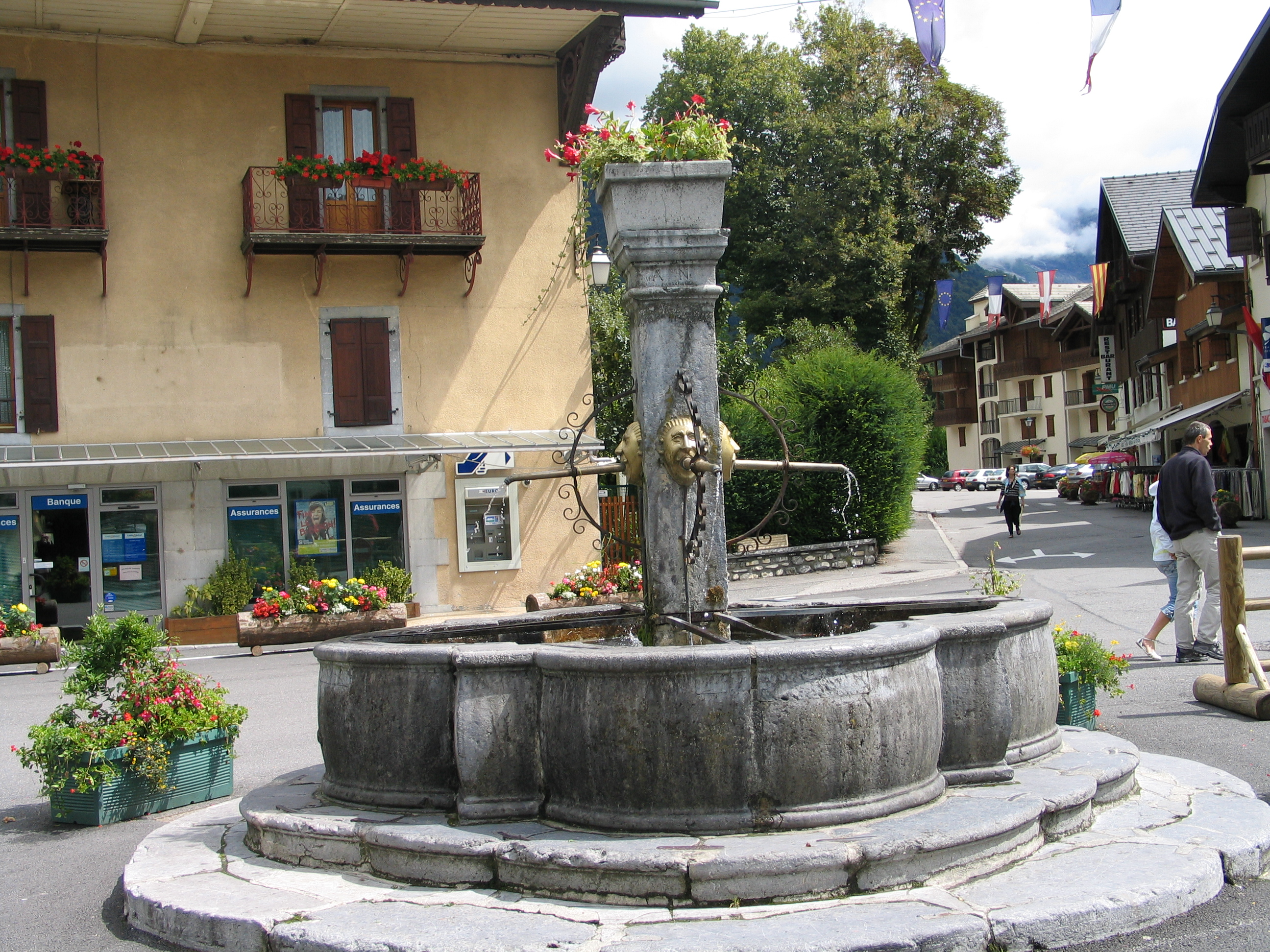
La fontaine.

Samoëns possédait une situation stratégique pour les seigneurs de Faucigny qui y établissent un château, probablement sur le site d'un ancien château castral. Depuis le XIIe siècle, du château de Montanier (Montagny, Montanier) (castrum Montanerii) v. XIIIe siècle, parfois dit de Samoëns (Castrum et Castellania Septimontii) ou encore de la Tournelette,, il ne reste que des ruines, situé au sommet du jardin botanique alpin La Jaÿsinia. Ce dernier a été inauguré en 1906 et est classé Jardin remarquable de France. Il s'étend sur 3,5 hectares. Il fut offert par Marie-Louise Jaÿ. Il est planté de plus de 8 000 plantes de montagnes du monde entier.
Samoëns étant le siège de la châtellenie de Samoëns, de nobles familles y ont établi des maisons fortes dans les environs :
- Maison forte dite de Lucinge ou de la Tour[49] (attestée), au sud-est de la colline où est installé le château[47],[50],[51]. Il s'agit aujourd'hui de l'Hôtel de Ville[52]. Elle appartient à la famille de Lucinge, qui possède également la maison forte de Vallon (attestée)[52].
- Maison de la famille de Graveruazà ou Graveyruel (attestée vers 1300), à l'ouest[51],[52].
- Maison forte dite de Couvette (ce nom provient du nom d'un fief détenu à Fillinges) appartenant à la famille de Menthon (vers 1340), au sud-ouest[47],[50],[51],[52]. La famille hérite d'ailleurs d'une partie des biens des Lucinges[52].

Sur la place du village, on peut observer une halle du XVIe siècle, la Grenette, et une fontaine aux quatre becs de bronze appelés bourneaux.
Dans les environs, on peut également trouver :
- Manoir du Bérouze XVIIe siècle, résidence bourgeoise, puis école[53].
- Ferme du Clos Parchet  Inscrit MH (2007).

La commune possède une base de loisirs, le lac aux Dames, où l'on a aménagé des terrains de sport, un accrobranche, des chemins de randonnée, un golf et une aire de jeu pour enfants.

### Espaces verts et fleurissement
En 2014, la commune de Samoëns bénéficie du label « ville fleurie » avec « deux fleurs » attribuées par le Conseil national des villes et villages fleuris de France au concours des villes et villages fleuris.
Un de ses éléments notable est le Gros tilleul de Samoëns, un tilleul vieux d'environ 580 ans qui domine la place du marché.

### Personnalités liées à la commune

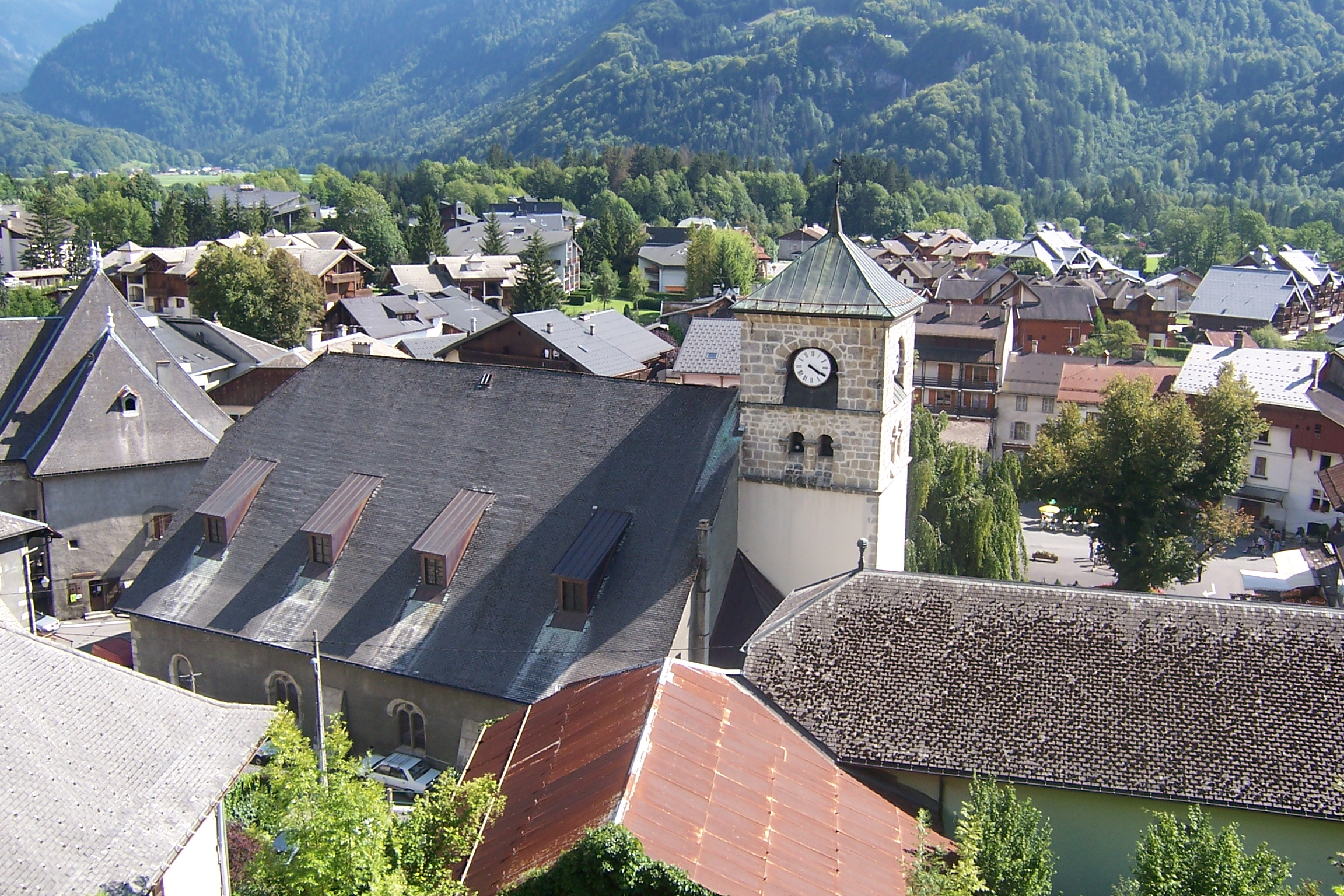
Samoëns depuis le jardin botanique.

- Hyacinthe-Sigismond Gerdil (1718-1802), cardinal de l'Église catholique ;
- Jean-Pierre Biord (1715-1785), évêque de Genève ;
- Claude-François Perret (1747-1823), entrepreneur général des canaux de Givors (Rhône), du Centre (1783), de Saint-Quentin (1802) et du Rhône au Rhin (1810) ;
- François-Marie Duboin, ancien vicaire apostolique de Sénégambie (actuel Sénégal), né à Samoëns en 1827 ;
- Hippolyte Dubois, peintre français né en 1827 à Rezé et décédé à Samoëns en octobre 1909. Cet artiste de talent fut directeur de l'école des Beaux-Arts d'Alger durant 24 ans (1885-1909). Certaines de ses œuvres sont conservées au Musée national des Beaux-Arts d'Alger ;
- Marie-Louise Jaÿ (avec un tréma sur le y) (1838-1925), première vendeuse du grand magasin le Bon Marché à Paris, qui épousa Ernest Cognacq et fonda avec lui le magasin de la Samaritaine. Elle offrit à la municipalité son jardin appelé Jardin botanique alpin La Jaÿsinia classé Jardin remarquable de France.

### Héraldique
| Blason de Samoëns | Blason  | Écartelé : au premier et au quatrième de gueules aux trois pals d'or, au deuxième et au troisième d'azur à un sapin de sinople soutenu d'une chaîne de sept monts de sable aux sommets enneigés d'argent mouvant de la pointe.[réf. nécessaire] * Il y a là non-respect de la règle de contrariété des couleurs : ces armes sont fautives (sable sur azur et sinople sur azur). |
| Blason de Samoëns | Détails | . |

Au XVIIe siècle, les armes du mandement se blasonnaient ainsi : trois paux de gueules sur or avec un pin.